# Flexoarquitectura
Flexoarquitectura és un despatx d'arquitectura format l'any 2002 per Bàrbara Vic Arrom, Aixa del Rey García i Tomeu Ramis Frontera. Bàrbara Vic va deixar l'estudi en 2017. Flexoarquitectura té premis en diversos concursos i ha aparegut en "2G Dossier. Joves arquitectes espanyols". També imparteixen conferències. Han construït bastants de les seves propostes.

## Premis i reconeixement
- 1r premi en els "Premis d'Arquitectura de Menorca 2004-2008"
- 1r premi en els "Premis d'Arquitectura de Mallorca 2007-2011", en la categoria d'edificis públics per la seva obra al centre de dia i activitats comunitàries, el qual se situa al carrer Pensament de Palma. I també van guanyar el premi a l'apartat d'interiorisme i disseny, per la seva obra de reforma interior del bar Farina, situat al barri de Sa Gerreria també a Palma.[5]
- 1r premi en el "Ciutat de Palma Guillem Sagrera d'Arquitectura 2012".[6]
- 1r premi en els "premis AJAC IX 2014".[7]